# ألكساندر فارنيرود
الكساندر فارنيرود (بالسويدية: Alexander Farnerud) (1 مايو 1984 السويد - ) هو لاعب كرة قدم سويدي، يلعب كلاعب وسط.

## وصلات خارجية
ألكساندر فارنيرود على موقع اتحاد السويد (السويدية)
- ألكساندر فارنيرود على موقع رابطة كرة القدم الفرنسية للمحترفين (الإنجليزية)
- ألكساندر فارنيرود على موقع إي إس بي إن إف سي (الإنجليزية)
- ألكساندر فارنيرود على موقع قاعدة بيانات كرة القدم.إي يو (الإنجليزية)
- ألكساندر فارنيرود على موقع بيانات كرة القدم. دي إي (الألمانية)
- ألكساندر فارنيرود على موقع ليكيب (الفرنسية)
- ألكساندر فارنيرود على موقع ناشيونال فوتبول تيمز (الإنجليزية)
- ألكساندر فارنيرود على موقع Soccerbase.com (لاعب) (الإنجليزية)
- ألكساندر فارنيرود على موقع Soccerway.com (الإنجليزية)
- ألكساندر فارنيرود على موقع عالم كرة القدم.نت (الإنجليزية)